# Picadura de escorpión

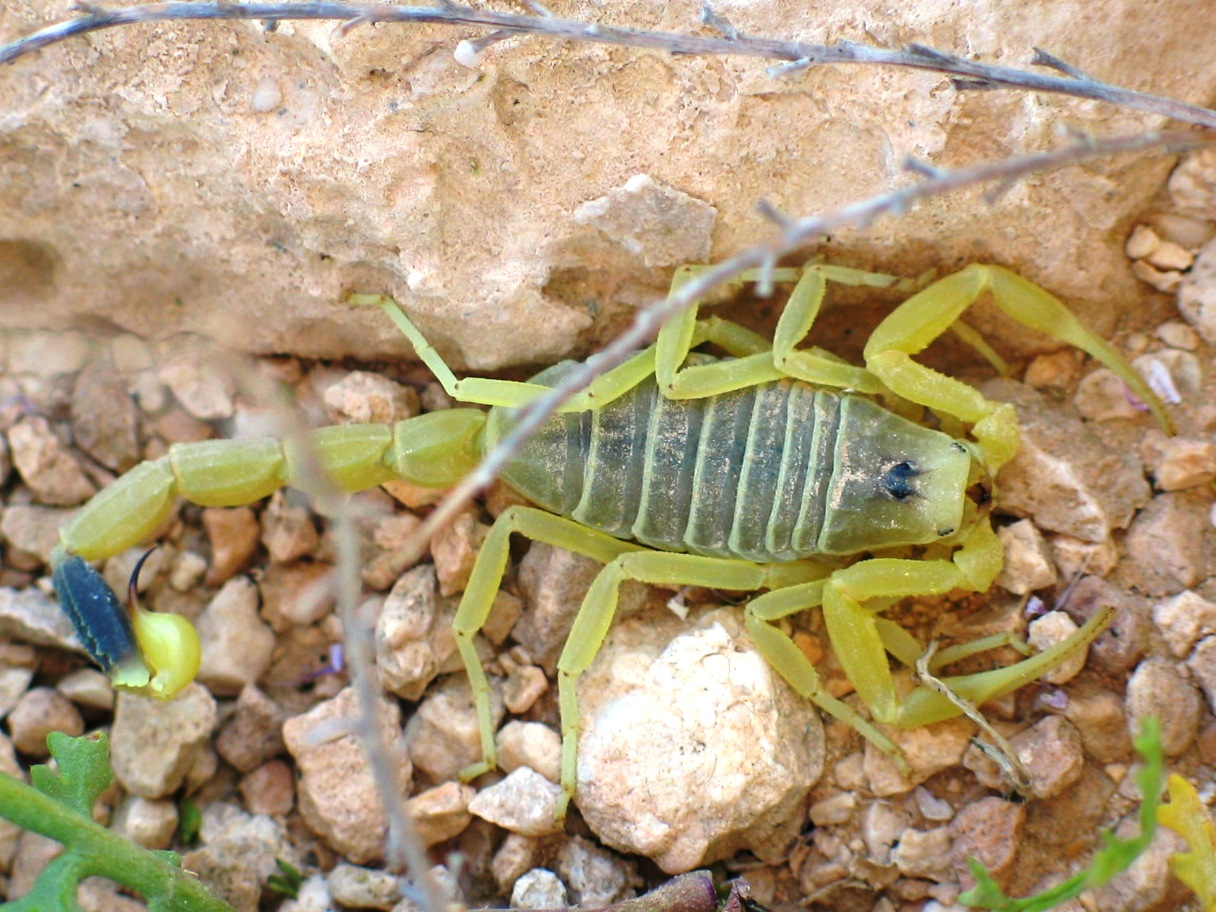
Escorpión.

Una picadura de escorpión es una lesión que se produce a consecuencia de la inserción de veneno por parte de un escorpión en el cuerpo humano, ya sea por ataque o defensa propia. Visualmente se puede identificar la herida como una pequeña marca circular acompañada de hinchazón y hematomas causados por el envenenamiento del animal.

## Escorpiones
Los escorpiones pertenecen a la familia de los artrópodos, y han sido considerados como la especie venenosa más antigua. Según diversas investigaciones, se estima existen desde hace 350 millones de años. Han sobrevivido a lo largo del tiempo sin sufrir grandes cambios en su estructura anatómica, como lo han hecho otros animales de su familia.
Se han registrado 650 especies de escorpiones divididos en 7 subfamilias.

### Escorpionismo
El escorpionismo es el término utilizado por los expertos para referirse al cuadro ocasionado tras la picadura de un escorpión.
No es común que agredan al ser humano a no ser que se sientan en peligro o amenazados. De las 650 especies registradas, solo 30 de ellas son consideradas mortales para el ser humano. La mayoría de estas especies cuyo veneno es mortal pertenecen a dos familias: La familia Tityus y la Centruroides ubicados en el norte y centro de América.

## Composición y síntomas
El veneno que secreta el escorpión está compuesto principalmente por proteínas y neurotoxinas, las cuales afectan directamente a diferentes células de la persona, tales como las nerviosas, musculares y glandulares. En comparación con venenos de otros animales, el veneno del escorpión cuenta con una característica única: no tiene ácido fórmico.
Una vez ocurrido el incidente, se presenta de manera inmediata un fuerte dolor en la zona de la picadura. Posteriormente se presentan complicaciones en órganos como el corazón, los pulmones, el páncreas; hasta llegar a la muerte.
En casos de envenenamientos leves, los síntomas más comunes son el dolor, la sudoración y edemas en la zona afectada; en casos de envenenamiento medio o moderado, incluyendo los síntomas de envenenamientos leves, se le agrega el vómito, taquicardia, fiebre e hipertensión, y hablando de casos graves; úlceras, fallas en el miocardio, dificultad respiratoria, convulsiones, coma y muerte.
Entre los factores que determinan la gravedad del envenenamiento se encuentra la época del año en que ocurra el accidente, la madurez y alimentación que haya llevado el animal, la cantidad de veneno introducido en el sistema de la persona, y la zona en la cual se encuentra la picadura (pies, piernas, cuello, brazos, etc.); hay zonas que facilitan el transporte del veneno por todo el sistema, y zonas que ayudan a que la propagación y efecto del mismo sea más lenta. Otro factor que influye mucho en la gravedad del caso es la edad de la persona, siendo los niños los más propensos a sufrir síntomas de carácter mortal.

## Diagnóstico
Es común, que se confundan los síntomas provocados por la picadura de un alacrán con síntomas de alguna enfermedad o padecimiento, lo que provoca complicación en un gran porcentaje de casos que no son atendidos a tiempo.
En caso de que se confirme que es un caso de escorpionismo, se procede a localizar, o identificar la especie de escorpión que hizo la picadura; esta información es crucial a la hora de escoger el tratamiento y antídoto que será utilizado.

## Tratamiento
El procedimiento a seguir depende directamente de la información brindada por el diagnóstico y de la gravedad del escorpionismo (leve, medio, grave).

### Escorpionismo leve
En estos casos, se mantiene a la persona afectada en la sala de emergencias, siendo monitoreada constantemente, debido a que existe una gran posibilidad de que la gravedad del caso incremente. En algunos casos, se le realizan electrocardiogramas al paciente.

#### Escorpionismo medio
Se ingresa a la persona a la unidad de cuidados intermedios, se monitorea su condición en todo momento, se realizan diversos estudios de sangre, así como electrocardiogramas y radiografías. Se aplica suero en la mayoría de los casos.

##### Escorpionismo grave
Se ingresa al paciente a cuidados intensivos, en donde se le realizan todo tipo de estudios y análisis. Se aplica suero al paciente y diferentes tipos de fármacos y antitoxinas. El tratamiento de dichos casos varía mucho de uno a otro, debido a que el sistema de la persona se encuentra totalmente debilitado.